# Marianna Tolvanen
Marianna Tolvanen (* 27. Dezember 1992 in Espoo; auch Marianna Langhoff) ist eine ehemalige finnische Fußballspielerin.

## Karriere

### Vereine
Tolvanen begann für den in ihrem Geburtsort ansässigen FC Honka Espoo mit dem Fußballspielen. Dem Jugendalter entwachsen, wurde sie vom Hauptstadtverein HJK Helsinki verpflichtet, für den sie in der Naisten Liiga, der seinerzeit höchsten Spielklasse im finnischen Frauenfußball, in zwei Spielzeiten 50 Punktspiele bestritt und 28 Tore erzielte. Ihr Debüt im Seniorinnenbereich gab sie zum Ligastart am 10. April 2011 beim 2:1-Sieg im Heimspiel gegen Åland United. Ihr letztes Punktspiel bestritt sie am 13. Oktober 2012 (27. Spieltag) beim 5:0-Sieg im Heimspiel gegen Turku PS, in dem sie drei Tore erzielte. Sie gewann mit ihrer Mannschaft zweimal den Ligapokal, am 2. April 2011 gegen den PK-35 Vantaa im Elfmeterschießen und am 18. März 2012 gegen den FC Honka Espoo mit 1:0.
Vom 23. März bis zum 19. Oktober 2013 kam sie in 22 Punktspielen für den Ligakonkurrenten FC Honka Espoo zum Einsatz, in denen sie elf Tore erzielte.
Vom 26. Juli bis zum 18. Oktober 2014 wirkte sie in acht Punktspielen für den Ligakonkurrenten Åland United, in der ihr zwei Tore gelangen. In ihrem Geburtsort zurückgekehrt, spielte sie ein zweites Mal für die erste Mannschaft des FC Honka Espoo. In den Spielzeiten 2016 bis 2018 wurde sie in 47 Punktspielen eingesetzt, in denen sie acht Tore auf sich vereinte. Mit ihrer Mannschaft drang sie bis ins Finale um den nationalen Vereinspokal vor, verlor dieses jedoch gegen PK-35 Vantaa am 16. Oktober 2016 mit 0:2. Am Ende der Spielzeit 2017 gewann sie mit ihr die Meisterschaft.

### Nationalmannschaft
Nachdem Tolvanen für die Nachwuchsnationalmannschaften des SPL in den Altersklassen U17 und U19 Länderspiele bestritten hatte, debütierte sie für die A-Nationalmannschaft, die am 16. Februar 2011 in Eerikkilä das in Freundschaft ausgetragene Länderspiel gegen die Nationalmannschaft Russlands mit 5:4 gewann. Danach nahm sie mit ihrer Mannschaft am Turnier um den Algarve-Cup 2011 teil und kam in allen drei Spielen der Gruppe A sowie im Spiel um Platz 9 zum Einsatz, das gegen die Nationalmannschaft Portugals mit 1:2 verloren wurde.
Nach drei weiteren Freundschaftsspielen am 19. Mai, 18. und 21. September 2011 (1:5 vs. Norwegen, 1:0 und 2:7 vs. Schottland) bestritt die ersten beiden Spiele in der EM-Qualifikationsgruppe 5. Im Jahr 2012 bestritt sie elf Länderspiele, davon jeweils vier bei ihrer Teilnahme am Turnier um den Zypern-Cup und in der EM-Qualifikationsgruppe 5 für die Europameisterschaft 2013 sowie das am 27. Mai in Hämeenlinna mit 1:0 gewonnene Freundschaftsspiel gegen die Nationalmannschaft Belgiens. Ihren letzten 13 Länderspiele erfolgten alle im Jahr 2013. Im ersten, am 14. Februar in Eerikkilä, beim 5:0-Sieg über die Nationalmannschaft Russlands, gelang ihr mit der 1:0-Führung in der 22. Minute ihr erstes A-Länderspieltor – nunmehr unter ihrem Ehenamen Langhoff. Bei ihrer zweiten Teilnahme am Turnier um den Zypern-Cup wirkte sie erneut in vier Spielen mit. Vom 4. April bis zum 19. Juni kam sie in vier Freundschaftsspielen zum Einsatz, danach bestritt sie jeweils zwei Länderspiele; das erste und zweite Spiel der EM-Gruppe A sowie die ersten beiden Spiele in der WM-Qualifikationsgruppe 7.

## Erfolge
- Finnischer Meister 2017 (mit FC Honka Espoo)
- Finnischer Fußballpokal-Finalist 2016 (mit FC Honka Espoo)
- Finnischer Ligapokal-Sieger 2011, 2012 (mit HJK Helsinki)